# Vitalij Parahnevics
Vitalij Valerjevics Parahnevics (Doneck, 1969. május 4. –) tádzsik válogatott labdarúgó.

## Pályafutása

### Válogatottban
A tádzsik válogatottban 1 mérkőzést játszott.

## Statisztika
| Tádzsik válogatott | Tádzsik válogatott | Tádzsik válogatott |
| Időszak            | Mérk.              | gól                |
| ------------------ | ------------------ | ------------------ |
| 1997               | 1                  | 0                  |
| Összesen           | 1                  | 0                  |